# Poniedziałek
Poniedziałek (poniedziałekⓘ, skrót pn. lub pon.) – dzień tygodnia między niedzielą a wtorkiem.
Według normy ISO-8601 jest pierwszym dniem tygodnia. 
W tradycji biblijnej – chrześcijańskiej i żydowskiej, gdzie za pierwszy dzień tygodnia uznawana jest niedziela, poniedziałek jest dniem drugim. Znajduje to odzwierciedlenie m.in. w port. segunda-feira „drugi targ”; orm. Երկուշաբթին „drugi dzień”; greckim: δευτέρα (deftera) od δεύτερος „drugi”.
Polska nazwa dnia określa jego następstwo po niedzieli – dniu odpoczynku: poniedziałek - po niedzieli. Nazwę tę dzielą wszystkie języki słowiańskie: np. cz. pondělí, ros. понедельник (poniedielnik), serb.-chorw. ponedjeljak.
Łacińska nazwa dies Lunae „dzień Księżyca” wpłynęła na nazewnictwo innych języków europejskich, np. hiszp. lunes, fr. lundi, ang. Monday, niem. Montag. W Indiach nosi nazwę somwar i jest związany z Somą, bóstwem lunarnym. Również japońska nazwa poniedziałku 月曜日, wiąże się z księżycem (月 – tsuki „Księżyc”).